# Jaume Petit i Ros
Jaume Petit i Ros (Begues, Baix Llobregat, 1865 - 1947) va ser un empresari accionista d'indústria i terratinent català, fou mecenes del seu poble i president honorífic de l'avui extingida Societat de Socors Mutus entre els Sord-muts d'Ambdós Sexes de Catalunya, té dedicat el seu nom a un dels carrers més llargs de Begues.
Va néixer a Begues, un municipi del Baix Llobregat l'any 1865, fill d'una família de propietaris rurals a Cal Vidu, de ben jove fou educat a Barcelona amb estudis comercials i va ser fundador de diferents empreses relacionades amb el comerç regional on a poc a poc va anar augmentant beneficis.
Enamorat de l'economia, va ser accionista per acabar guanyant en Borsa i multiplicar els seus beneficis econòmics, que més tard utilitzaria per invertir en les seves empreses privades, la compra de terres al seu municipi, fundar la Línia d'Autobusos Begues-Brugués-Gavà i promoure la construcció de grans edificis socials a Begues: el Petit Casal (1909), l'Hotel Colònia Petit-Canigó (1915) i el Gran Hotel Petit-Canigó (1927)

## Biografia

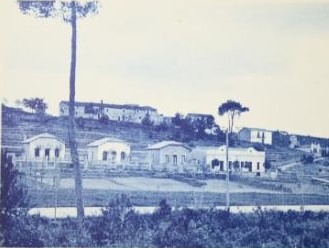
El barri de la Salut a primera vista a principis del, al fons la masia cal Vidu, lloc de naixement i casa de residència estiuenca de Jaume Petit durant les seves estades a Begues i propietat dels seus descendents.

Jaume Petit i Ros, fill de Cal Vidu, però resident a Barcelona, havia posat en marxa diferents iniciatives comercials que varen beneficiar l'economia beguetana, l'Hotel Petit Canigó, per exemple, era el lloc d'estada escollit per membres de la burgesia barcelonina que cercaven el bon clima de Begues i aprofitaven la seva estada per celebrar festes de caràcter lúdic i social.
Precisament la bona relació entre la burgesia i aquest prohom s'establí arran del seu mecenatge i atenció a persones minusvàlides. Per aquesta causa fou distingit l'any 1927 amb la presidència d'Honor de l'Associació de Sordmuts de Barcelona. Amb el propòsit que els nens afectats per aquesta malaltia poguessin gaudir d'uns dies de lleure, va patrocinar unes colònies durant l'estiu al seu hotel.
Perquè aquests nois s'ho passessin bé, entre altres actes en què participaria tot el poble, es va organitzar un partit de futbol entre el Club Futbol Begues i un equip format pels nois sordmuts. El premi era una copa monumental per al guanyador pagada pel Sr. Jaume Petit. L'àrbitre del partit, tenint en compte que els nois no podien sentir el xiulet que marcava els temps i les jugades, havia de donar-se entendre amb un mocador, cosa que va despertar l'admiració dels beguetans que acudiren a presenciar la competició.
Els joves forasters jugaren com unes feres per guanyar i acabaren la majoria d'ells amb els genolls i els colzes pelats, però feliços amb el seu trofeu.
El dia 29 de juny del 1912, a Begues es va celebrar una festa en honor de la magnitud i altruisme de l'opulent propietari, fill de la població, Jaume Petit i Ros.
El director, professors i alumnes de l'Institut Català de Sord-muts i una representació del Patronat de les escoles gratuïtes del mateix invitat per la Societat de Socors Mutus entre els Sord-muts d'Ambdós Sexes de Catalunya, van efectuar una excursió a Begues per assistir a l'acte de benedicció de la Bandera de la Societat, en la que actuava de padrí el mateix Jaume Petit. Al matí, van sortir de Barcelona en cotxe els professors i alumnes de l'Institut Català de Sord-muts, alguns d'ells acompanyats per les seves famílies, a tres quarts de deu partiren de l'apoderat del passeig de Gràcia de Barcelona, Jaume Petit entre d'altres.

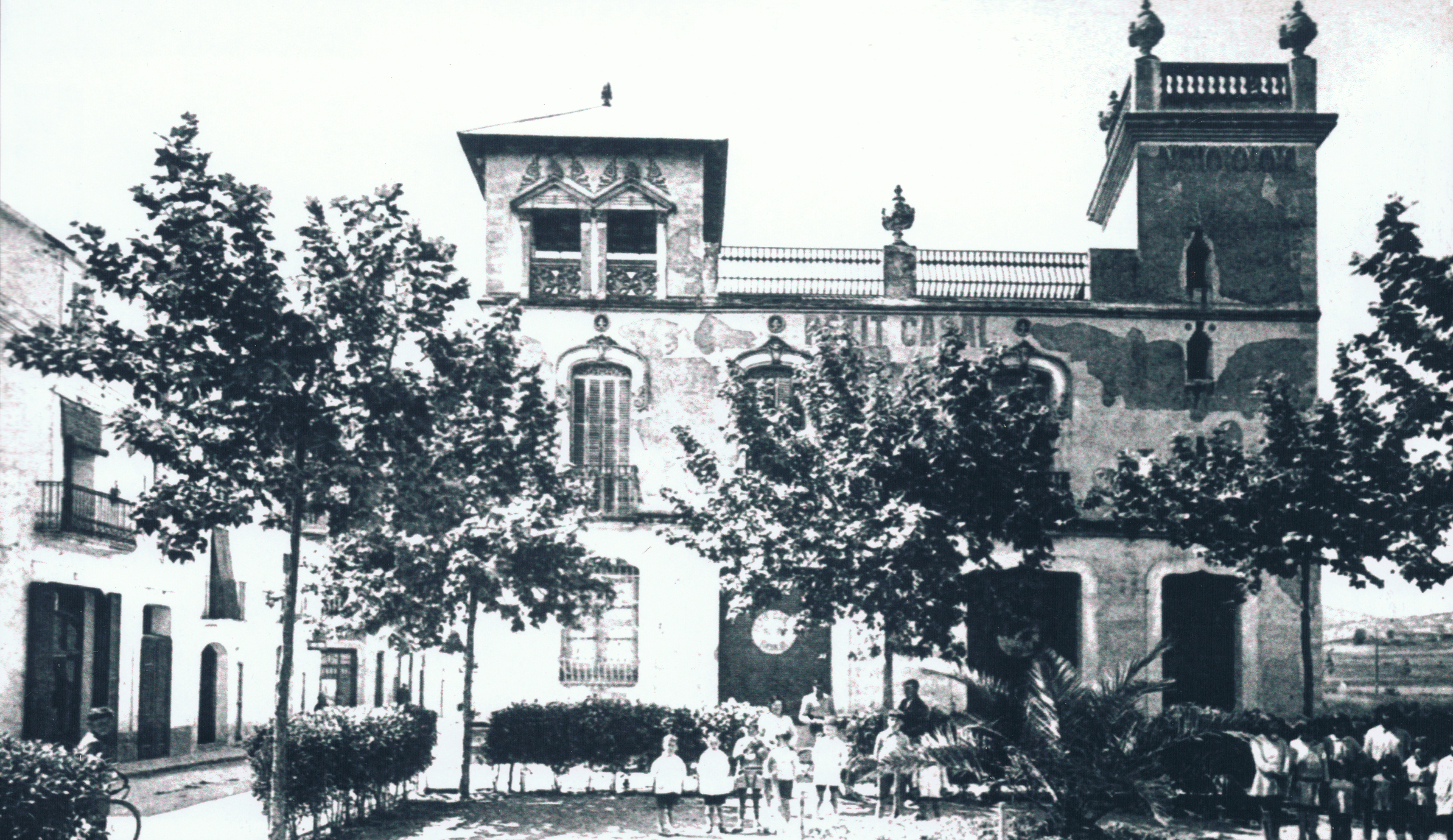
El Petit Casal va ser un casal associatiu promogut el 1909 per Jaume Petit Ros, de cal Vidu. Aplegava els beguetans i estiuejants de tendència conservadora. L'edifici va ser projectat per Joan Bruguera, l'any 1915. Posteriorment va ser convertit en botiga d'ultramarins i se'l coneixia com "el Colmado". Actualment és un centre d'informació municipal.

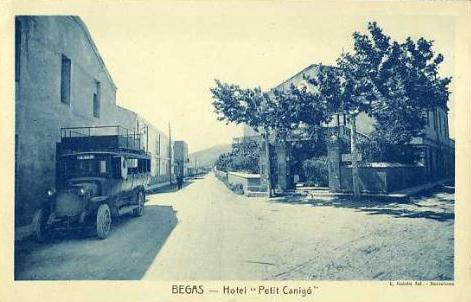
L'Hotel Colònia Petit fou promogut per Jaume Petit, juntament amb la línia d'autobusos Begues-Gavà, amb l'objectiu de reactivar l'economia del municipi després de la crisi de la fil·loxera. Va ser inaugurat el 1915 i va esdevenir un dels centres d'esbarjo més populars del poble i un element de dinamització de la vida social dels estiuejants que durant les primeres dècades del segle XX van començar a fixar a Begues les seves residències de vacances.

A l'estació de Gavà els esperava un magnífic automòbil en el que els expedicionaris farien el recorregut fins a Begues.
El viatge de Gavà-Begues va ser bastant còmic, ja que també s'hi apuntaren els músics que havien d'ambientar l'acte. A mig camí, després d'haver passat la famosa Ermita de Nostra Senyora de Brugués, situada al peu de la muntanya on està l'antiquíssim Castell d'Eramprunyà, el clarinet de l'orquestra va començar a sentir símptomes de mareig quan encara faltaven 5 quilòmetres per arribar a Begues. Finalment, els músics van haver de pujar caminant.
En arribar l'expedició a Begues, (on es troba actualment una benzinera), varen ser rebuts pel Sometent municipal de Josep Vendrell i Puig que varen disparar a l'aire donant-los la benvinguda, allà s'hi trobava l'alcalde del municipi, Gabriel Viñas i Sadurní, el jutge municipal, Joan Masfuster, el síndic, Josep Ventura i Viñas i els regidors Josep Sadurní i Roig, Antoni Graus i Tutusaus i Pere Ventura i Esteve, com també el capellà del municipi, Joan Jordà. Al llarg de la carretera hi havia el nens i nenes de les escoles del poble, amb els seus professors, Rosa Ximenis i Ferran Muñoz, amb els estàndards de les escoles.
La comitiva, acompanyada per gairebé tot el poble, es va dirigir al pinar de Cal Vidu, lloc de naixement i propietat de Jaume Petit, on es va situar un altar que s'havia de celebrar una missa de campanya per beneir la Bandera de la Societat de Sords-muts. La concurrència fou enorme.
En acabar la missa, tota la comitiva es va dirigir a l'Ajuntament de la Vila, on Jaume Petit va col·locar la Bandera de la Societat al balcó després de pronunciar unes paraules que varen ser molt aplaudides.
En l'edifici Petit Casal, propietat de Jaume Petit, es va celebrar al voltant de les 14 hores un banquet que van assistir-hi les autoritats de la població, els alumnes sord-muts amb els seus professors i els invitats, unes dues-centes persones, on després s'hi van organitzar balls de saló.
Al cap d'una estona, el senyor Petit Ros va obsequiar a les nenes de l'escola municipal un vano i cadenetes metàl·liques, i als nens una guardiola amb monedes, manifestant que ho feia per fomentar en ells la idea de l'estalvi, gest que va ser molt aplaudit pels assistents i agraït pel professor municipal Ferran Muñoz.
L'acte festiu va durar tota la tarda fins al vespre, on els joves s'hi van entregar a fons i al que s'hi respirava un ambient envejable de pau, alegria i concòrdia.
El 4 d'abril de 1915, a dos quarts d'una del migdia, van sortir des de Barcelona el senyor Petit i els invitats a la festa que es duria a terme al mateix municipi de Begues.
Acompanyava el senyor Petit el cap de la secció administrativa de primera ensenyança, que ostentava la representació del governador civil; l'inspector en cap de la primera ensenyança; el delegat de l'Institut Nacional de Previsió; el president de la Unió de professors particulars de Barcelona; el director de l'Escola de Sord-muts, entre altres personalitats.
Una avaria d'un dels automòbils a Gavà, va obligar a que els invitats es traslladessin a un altre vehicle. El viatge cap a Begues, escarpat i prolongat, es va fer sense pas cap novetat.
En arribar els expedicionaris al municipi varen ser rebuts amb molt d'entusiasme. Una vegada al poble, en el local del Petit Casal, que es trobava adornat amb banderes, es va servir als invitats un dinar, en honor, brindis i alabances al senyor Jaume Petit.

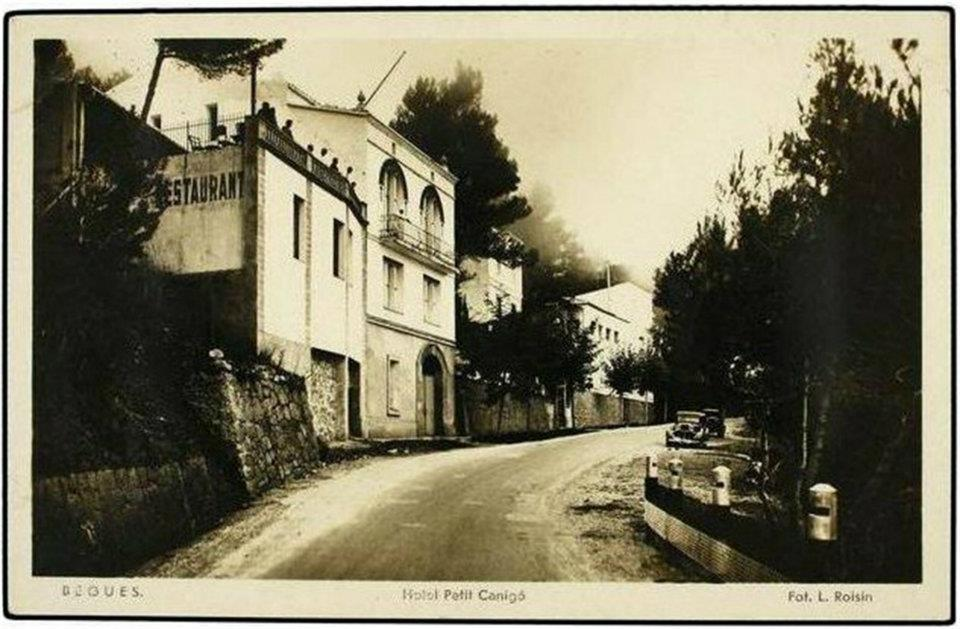
El Gran Hotel Petit-Canigó va ser un hotel fundat el 1927, actualment en molt mal estat, en el que també es va allotjar una colònia de sords-muts. Diu la llegenda que una nit, una colla de gent feia una partida de pòcker, entre ells hi havia un senyor adinerat que en aquella partida ho va perdre tot. Desesperat va anar cap "El Mur" on va tirar-se penya avall

A les quatre de la tarda es va organitzar a l'Ajuntament una comitiva formada per la banda de música "Harmonia Barcelonina" de Bautista Alabart que es va dirigir al Petit Casal, aquesta comitiva estava formada pels nens i nenes de les escoles de Begues, i els seus respectius professors, Ferran Muñoz i Rosa Ximenis, hi eren presents l'alcalde de Begues, Josep Ventura, el jutge, Joan Mas, el caporal del sometent beguetà, Josep Vendrell, entre d'altres. Quan arribaren es van dirigir a la plaça annexa al Petit Casal, on havia de celebrar-se la cerimònia i on es va col·locar una tribuna per les autoritats. En aquella plaça s'hi va congregar el poble en massa per a presenciar la festa, que va començar a dos quarts de cinc de la tarda, quan els nens Josep Vendrell i Vendrell i Lluís Ros i Artigas; i les nenes Joaquima Muñoz i Parellada i Sabina Casanova Ximenis, van rebre grans aplaudiments després de cantar algunes composicions.
Jaume Petit, va començar la festa entregant 183 llibretes de la Caixa de Pensions a 102 nens i a 81 nenes, amb una quantitat de 4 pessetes cada una, junt amb una caixa de bombons, els nens varen entregar al senyor Petit dos rams de flors amb llaços de seda i dedicatòries mentre que a la vegada s'alabava al poble de Begues i a Jaume Petit.
A continuació, el conseller delegat de l'Institut Nacional de Previsió, va llegir una carta en la qual manifestava que degut els mèrits de Jaume Petit es procedia a entregar-li la medalla d'or de l'Institut, de la que va dir que molt poques persones la tenien. Aquest gest va significar un sorollós salva d'aplaudiments i visques. La festa va acabar amb els nens i nenes de les escoles de Begues fent exercicis de rítmica i cantant la coral "La Muntanya", junt amb els seus respectius estendards escolars.
Jaume Petit va partir al voltant de les sis de la tarda, summament emocionat, cap a Barcelona. Tant a ell com a les autoritats que l'acompanyaven, el poble en massa van dedicar-los un acomiadament molt emotiu.

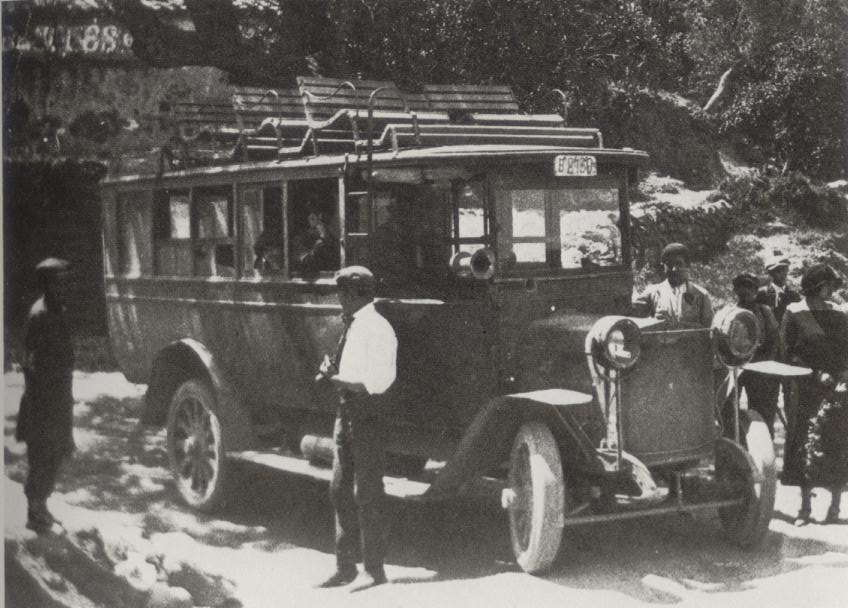
Primer autobús de la línia Begues-Brugués-Gavà, conegut popularment com el "Petit-Canigó" i promogut per Jaume Petit a principis dels anys 1920. Avui propietat de l'empresa catalana de transports Mohn S.L.

A l'Hotel Baldiró de Vallvidrera es va celebrar el dia 23 de maig de 1915 un banquet amb el que Jaume Petit, president honorari de la Societat de Socors Mutus entre els Sord-muts d'Ambdós Sexes de Catalunya, va obsequiar als membres amb un homenatge a l'entitat pel seu bon funcionament i grans progressos, i que havia contribuït en un millorament social i econòmic als seus membres.
En arribar Jaume Petit a l'Hotel Baldiró, va ser ovacionat pels assistents, posant el relleu les simpaties que comptava, especialment entre la gent desheretada.
Al dinar s'hi assentaren cent vint-i-cinc comensals, que va transcórrer amb molta animació i alegria amb copes de cava on brindaren per l'obra que realitzava Jaume Petit i els alumnes sordmuts.
A principis de setembre de 1926 es va iniciar a l'Hotel Colònia Petit de Begues les colònies de nens sord-muts, on es feien activitats diürnes a l'aire lliure en un poble rodejat de boscos i vegetació aromàtica, on abunden moltes plantes saludables.
En finalitzar les colònies que varen durar 30 dies, els alumnes varen ser transportats amb la línia d'autobusos Petit-Canigó que tenia el trajecte Begues-Brugués-Gavà, propietat de Jaume Petit, cap a la Granja Petit-Canigó del mateix municipi, allà van ser obsequiats amb un esmorzar d'acomiadament a petició de l'Associació de Pares i Amics de Sordmuts que havien estat agraïts per la cura i protecció dels alumnes sense que hi hagués hagut cap accident.
Els nens van ser acomiadats a l'Església Parroquial de Begues i van ser transportats a Gavà amb autobús per agafar el tren i anar al centre social de Sord-muts de Barcelona. Les famílies respectives dels nens van quedar molt satisfetes dels beneficis i millores socials que van rebre els seus fills.
El dia 3 de desembre de 1928, en el carrer diputació de Barcelona, un automòbil va atropellar a Jaume Petit amb 60 anys, que va ser assistit en el dispensari d'Hostafrancs, amb contusions i erosions greus a diferents parts del cos sense témer per la seva vida, encara que amb seqüeles físiques.
Des de l'any 1935 s'establí a Begues amb 70 anys, on morí l'any 1947 a l'edifici de propietat familiar del Petit Casal.

## Família Petit

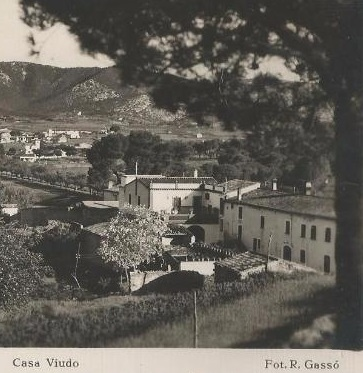
Masia Cal Viudo de Begues

L'aparició de la família Petit a Begues està documentada a partir de les migracions franceses cap a aquest poble de la Baronia de l'Eramprunyà a mitjans del segle xiv, al voltant dels anys 1390-1396, on es van instal·lar per primera vegada a les masia de les Planas, que pertanyia -entre altres- a la parròquia de Sant Miquel d'Eramprunyà.
Les primeres famílies beguetanes establertes a Begues conegudes foren els Penyella, els Petit, els Vendrell i els Ros, establerts durant el segle XIV i segle xv, que van continuar engrandint el seu patrimoni, sobretot els Petit, que posseïen el Mas de les Planas, Mas Trabal, Mas de la Clota, Mas de la Parellada, Mas Garau, Mas Batró, Mas Puigvoltó, Mas Torra, Mas Tió, Mas Roig i Mas Bort, aquest últim propietari de Pere Petit.
A la primera meitat del segle xvi es van establir a Begues la família Romagosa, els Sadurní, els Termens i els Campamar, que apareixen ja en els documents de l'any 1504.
A partir del segle xx, els membres burgesos d'aquesta família establerts a Cal Viduo i amb Jaume Petit Ros al capdavant, adquireix diferents propietats i funda a Begues les Colònies Petit, l'antic Teatre Goula, el Petit Casal i el Gran Hotel Petit-Canigó, fundant també la línia d'autobusos.
Com a curiositat i durant els segles anteriors, la família Petit, els Sadurní, els Térmens, els Guasch i els Romagosa foren emparentats mitjançant matrimoni concertat, així com altres antigues famílies del poble de Begues que es produïa fonamentalment per obtenir beneficis jurídics, econòmics o socials.